# Campionatul Mondial de Semimaraton din 1992
Prima ediție a Campionatului Mondial de Semimaraton s-a desfășurat pe 20 septembrie 1992 la Tyneside, Marea Britanie. Au participat 204 sportivi din 36 de țări.

## Rezultate

### Masculin
| Loc | Sportiv         | Timp    |
| --- | --------------- | ------- |
| 1   | Benson Masya    | 1:00:24 |
| 2   | Antonio Silio   | 1:00:40 |
| 3   | Boay Akonay     | 1:00:45 |
| 4   | Lameck Aguta    | 1:00:55 |
| 5   | Joseph Keino    | 1:01:06 |
| 6   | Dave Lewis      | 1:01:17 |
| 7   | Artur Castro    | 1:01:18 |
| 8   | Alejandro Gómez | 1:01:20 |
| 9   | Cosmas Ndeti    | 1:01:34 |
| 10  | Paul Evans      | 1:01:38 |

| Loc | Țară                                                                   | Timp                            |
| --- | ---------------------------------------------------------------------- | ------------------------------- |
|     | Kenya Benson Masya (1) Lameck Aguta (4) Joseph Keino (5)               | 3:02:25 1:00:24 1:00:55 1:01:06 |
|     | Regatul Unit Dave Lewis (6) Paul Evans (10) Carl Thackery (16)         | 3:04:54 1:01:17 1:01:38 1:01:59 |
|     | Brazilia Artur Castro (7) Ronaldo da Costa (20) Delmir dos Santos (24) | 3:05:56 1:01:18 1:02:10 1:02:28 |

### Feminin
| Loc   | Sportivă          | Timp    |
| ----- | ----------------- | ------- |
| 1     | Liz McColgan      | 1:08:53 |
| 2     | Megumi Fujiwara   | 1:09:21 |
| 3     | Rosanna Munerotto | 1:09:38 |
| 4     | Anuța Cătună      | 1:10:25 |
| 5     | Miyoko Asahina    | 1:10:27 |
| 6     | Fatuma Roba       | 1:10:28 |
| 7     | Eriko Asai        | 1:10:51 |
| 8     | Birgit Jerschabek | 1:10:53 |
| 9     | Nadeșda Ilina     | 1:10:58 |
| 10    | Iulia Negură      | 1:10:59 |
| [...] |                   |         |
| 19    | Aurica Buia       | 1:12:03 |
| 38    | Adriana Barbu     | 1:13:14 |

| Loc | Țară                                                                | Timp                            |
| --- | ------------------------------------------------------------------- | ------------------------------- |
|     | Japonia Megumi Fujiwara (2) Miyoko Asahina (5) Eriko Asai (7)       | 3:30:39 1:09:21 1:10:27 1:10:51 |
|     | Regatul Unit Liz McColgan (1) Andrea Wallace (12) Suzanne Rigg (31) | 3:33:03 1:08:53 1:11:21 1:12:49 |
|     | România · Anuța Cătună (4) · Iulia Negură (10) · Aurica Buia (19)   | 3:33:27 1:10:25 1:10:59 1:12:03 |

### Juniori
| Loc | Sportiv              | Timp    |
| --- | -------------------- | ------- |
| 1   | Kassa Tadesse        | 1:04:51 |
| 2   | Meck Mothuli         | 1:05:01 |
| 3   | Francesco Ingargiola | 1:05:18 |
| 4   | Salvatore Orgiana    | 1:05:40 |
| 5   | Zeryihun Bekele      | 1:06:26 |
| 6   | Isaac Radebe         | 1:06:36 |
| 7   | Ottaviano Andriani   | 1:06:41 |
| 8   | Matteo Palumbo       | 1:07:12 |
| 9   | Tesfaye Etecha       | 1:07:39 |
| 10  | Henno Haava          | 1:07:44 |

| Loc | Țară                                                                         | Puncte                          |
| --- | ---------------------------------------------------------------------------- | ------------------------------- |
|     | Italia Francesco Ingargiola (3) Salvatore Orgiana (4) Ottaviano Andriani (7) | 3:17:39 1:05:18 1:05:40 1:06:41 |
|     | Etiopia Kassa Tadesse (1) Zeryihun Bekele (5) Tesfaye Etecha (9)             | 3:18:56 1:04:51 1:06:26 1:07:39 |
|     | Africa de Sud Meck Mothuli (2) Isaac Radebe (6) Enoch Skosana (11)           | 3:20:04 1:05:01 1:06:36 1:08:27 |

## Clasament pe medalii
| Loc   | Țară          | Aur | Argint | Bronz | Total |
| ----- | ------------- | --- | ------ | ----- | ----- |
| 1     | Kenya         | 2   | 0      | 0     | 2     |
| 2     | Regatul Unit  | 1   | 2      | 0     | 3     |
| 3     | Etiopia       | 1   | 1      | 0     | 2     |
| 3     | Japonia       | 1   | 1      | 0     | 2     |
| 5     | Italia        | 1   | 0      | 2     | 3     |
| 6     | Africa de Sud | 0   | 1      | 1     | 2     |
| 7     | Argentina     | 0   | 1      | 0     | 1     |
| 8     | Brazilia      | 0   | 0      | 1     | 1     |
| 8     | România       | 0   | 0      | 1     | 1     |
| 8     | Tanzania      | 0   | 0      | 1     | 1     |
| Total | Total         | 6   | 6      | 6     | 18    |